# Ceriagrion citrinum
Ceriagrion citrinum – gatunek ważki z rodziny łątkowatych (Coenagrionidae). Występuje w Afryce Zachodniej; stwierdzono go w południowym Beninie i południowej Nigerii. Stare wzmianki mówiące o tym, że występuje też w Sierra Leone i Demokratycznej Republice Konga wynikają prawdopodobnie z błędnej identyfikacji.